# Formatkrig
Formatkrig kallas det fenomen där det uppstår en rivalitet om marknadsandelar mellan tillverkare av specifika typer av teknologier och där det finns flera tekniska standarder som inte går att använda med varandra. Ett exempel på formatkrig är striden i början av 2000-talet mellan de bägge formaten Blu-ray och HD-DVD, ett annat är konsolkrigen om tv-spel.

## Exempel på formatkrig
- Slutet av 1800-talet - strömkriget (växelström mot likström)
- 1890-talet - Fonograf mot grammofon. [2]
- Början av 1900-talet - Pianola
- 1910-talet - Rikstelefon mot Stockholmstelefon
- 1920-talet - 78-varvsgrammofonskivor: lateral mot vertikal gravyr
- 1940-talet - Vinylskivor (EP mot LP)
- 1950-talet - AM-radio mot FM-radio
- 1960-talet - Kassettband (Stereo-8 mot Compact Cassette)
- 1960-talet - Färg-tv (PAL mot SECAM)
- 1970-talet - Stereo-FM-radio (Pilottonsystemet mot FM/FM-kompandersystemet men bara i Sverige)
- 1980-talet - Videokriget (VHS mot Betamax mot Video 2000)
- 1980-talet - Hemdatorn (IBM PC mot Macintosh mot Amiga mot Atari)
- 1980-talet - Datorbuss (Micro Channel Architecture mot Extended Industry Standard Architecture)
- 1990-talet - Konsolkriget - (Nintendo mot Sega)
- 1990-talet - MiniDisc mot Digital Compact Cassette
- 1990-talet - Telefonmodemkriget (x2 mot K56flex)
- 1990-talet - USB mot Firewire
- 1990-talet - SCSI mot IDE
- 2000-talet - DVD-krig 1 (Dvd-r mot Dvd+r)
- 2000-talet - DVD-krig 2 (Dvd-Audio mot SACD)
- 2000-talet - DVD-krig 3 (Blu ray mot HD-DVD)
- 2010-/2020-talet - USB-C mot Lightning

### Fotnoter
1. ↑  ”What is format war? - Definition from WhatIs.com” (på engelska). WhatIs.com. https://www.techtarget.com/whatis/definition/format-war. Läst 10 maj 2022.
2. ↑  CED in the History of Media Technology (läst 8 april 2011)